# Leon (プロレスラー)
Leon（レオン、1980年7月2日 - ）は、日本の女子プロレスラー。本名：高瀬 玲奈（たかせ れな）。アルシオンのライセンスナンバー28。

## 所属
- アルシオン（1999年 - 2003年）
- メジャー女子プロレスAtoZ（2003年 - 2005年）
- フリーランス（2005年 - 2007年）
- JWP女子プロレス（2007年 - 2017年）
- PURE-J女子プロレス（2017年 - ）

## 経歴
2000年
- 3月15日、アルシオンの後楽園ホール興行において、対藤田愛戦でプロレスデビュー。

2003年
- アルシオンを吸収したメジャー女子プロレスAtoZにリングネーム玲央奈（れおな）として所属。

2005年
- 1月にAtoZを退団。そしてフリーランスで活動を開始し、またマスクウーマンとなりリングネームも闘獣牙Leon（とうじゅうきレオン）に改名した。
- 4月24日、M's Style一周年記念興行「Mab 〜夢を支配〜」のワンデートーナメントで優勝。
- 11月よりM's Style所属となった。

2006年
- 1月15日、M's Style「アストレイア 〜希望の女神I〜」において、浜田文子との対戦中に自らマスクを外し、素顔となり戦うも敗れた。
- 7月2日、新宿FACE（レディゴンまつり）において、アルシオンメモリアルマッチで素顔の高瀬玲奈として、対AKINO、大向美智子、江本敦子組と戦い、江本から勝利する。パートナーはかつて付き人をしていた二上美紀子（GAMI）[1]、アジャ・コング。試合後、誕生日を祝ってもらうが、大向のケーキ投げで金具により頬から流血してしまう。
- 10月8日にM's Styleが解散となりフリーに。

2007年
- 1月14日の東京キネマ倶楽部大会で、以前から定期参戦していたJWP女子プロレスへの入団を表明した。

2010年
- 1月、「読みづらい」という理由から、リングネームを「闘獣牙Leon」から「Leon」に改名。
- 2022年4月15日『後楽園ホール60周年還暦祭』に6人タッグマッチで出場[2]。

## 得意技
マッドスプラッシュ
キャプチュードバスター
キーバ
ミストクラッシュと同型。
クラッチ・デ・ガオー
百獣のスピアー

## タイトル歴
- 全日本ジュニア王座
- NSG王座
- ハイスピード王座
- JWP認定無差別級王座
- JWP認定タッグ王座
- デイリースポーツ認定女子タッグ王座
- REINA世界タッグ王座
- CMLL-REINAインターナショナル王座
- PURE-J認定無差別級王座
- W.W.W.D世界エリザベス王座

## 入場曲
- NO GOOD（THE PRODIGY）